# ビジャ・デル・パルケ
ビジャ・デル・パルケ(Villa del Parque)は、アルゼンチンの首都ブエノスアイレス自治市にある地区（バリオ）である。コムーナ11に属しており、人口は58,573人である。

## 歴史

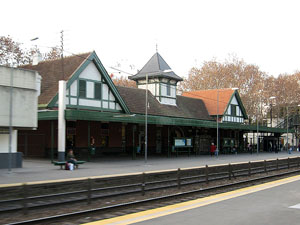
ビジャ・デル・パルケ駅

地区の名称は「公園の町」であり、地区の一帯にいくつかの大農場（アシエンダ）や農業地があったことに由来している。1901年にフリオ・アルヘンティーノ・ロカが大統領に就任すると、この地区とビジャ・デボート地区が農学教育の改善のイニシアチブを取った。1903年の大農場やモデル農地設立時には、人口や開発の発展がこれらの農業地に向かって拡大し、1907年8月には鉄道駅が開設された。1908年11月8日、ビジャ・デル・パルケ地区は公式にブエノスアイレス自治市に編入されて地区（バリオ）となった。